# Frances MacDonald
Ne pas confondre avec la peintre anglaise Frances MacDonald (1914-2002).
Pour les articles homonymes, voir MacDonald.
 (août 2023).
Si vous disposez d'ouvrages ou d'articles de référence ou si vous connaissez des sites web de qualité traitant du thème abordé ici, merci de compléter l'article en donnant les références utiles à sa vérifiabilité et en les liant à la section « Notes et références ».
Frances MacDonald, née le 24 août 1873 à Kidsgrove et décédée le 12 décembre 1921 à Glasgow, est une artiste écossaise, dont l'œuvre originale contribua à définir le Glasgow Style durant les années 1890. Elle est membre du groupe d'artistes The Four.

## Biographie

### Les débuts avec sa sœur Margaret

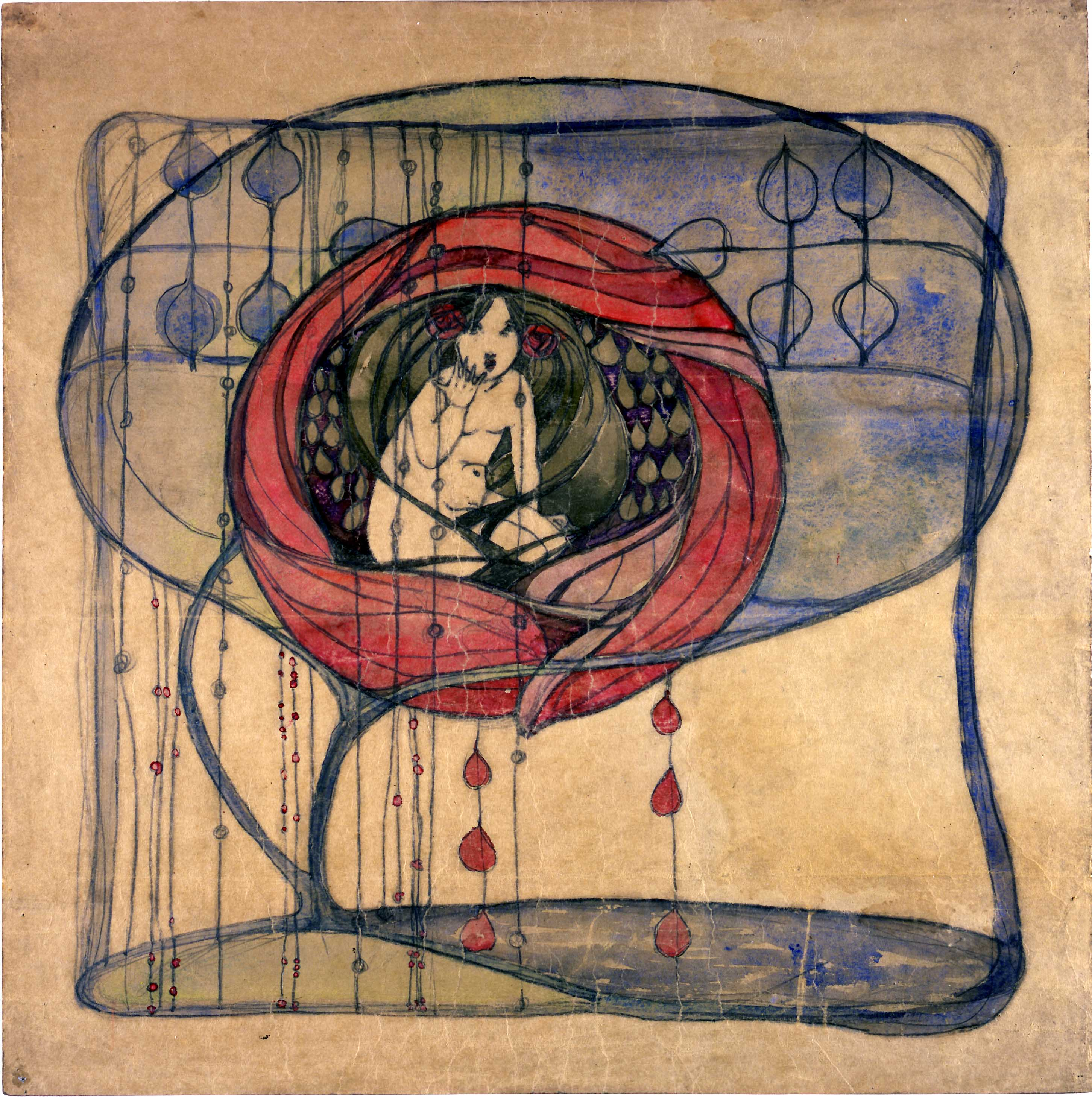
Girl in a tree.

Frances MacDonald est la sœur cadette de Margaret MacDonald Mackintosh, également artiste. Née à Kidsgrove dans le Staffordshire, elle emménagea à Glasgow avec sa famille en 1890. En 1891, les deux sœurs fréquentèrent les classes de peinture de la Glasgow School of Art, où elle firent la rencontre de l'architecte Charles Rennie Mackintosh et de l'artiste James Herbert MacNair. Frances épousa MacNair, tandis que sa sœur Margaret épousait Mackintosh. Les deux couples formèrent le groupe appelé  The Four. Tous étaient membres du mouvement de la Glasgow School, regroupant artistes et designers dont Charles Rennie Mackintosh était le leader : en 1895, la première présentation de leur travail avant-gardiste (à la suite d'une commande de Joseph Wright, propriétaire de Royal Drooko Umbrellas) retint l'attention du public et fit accéder The Four à la notoriété.
À la suite de leur remise de diplôme en 1894 de la Glasgow School of Art, les deux sœurs quittèrent l'école pour ouvrir un studio indépendant en centre-ville. Elles travaillèrent sur des graphismes, des créations de textile, des illustrations de livres et le travail du métal, et développèrent un style influencé par le mysticisme, le symbolisme et l'imagerie celtique. Frances produisit également un large éventail d'autres œuvres artistiques, comprenant la broderie, le gesso et de l'aquarelle. Tout comme sa sœur, elle est influencée par les travaux de William Blake et d'Aubrey Beardsley, dont on retrouve la marque dans son utilisation de formes allongées et d'éléments linéaires. Les sœurs MacDonald exposèrent à Londres, Liverpool et Venise. Elles deviennent également membres des Glasgow Girls, un autre groupe issu de la Glasgow School et composé de femmes artistes et designers, comme Bessie MacNicol, Jessie Marion King, , Stansmore Dean ou encore Annie French.

### Mariage et émancipation

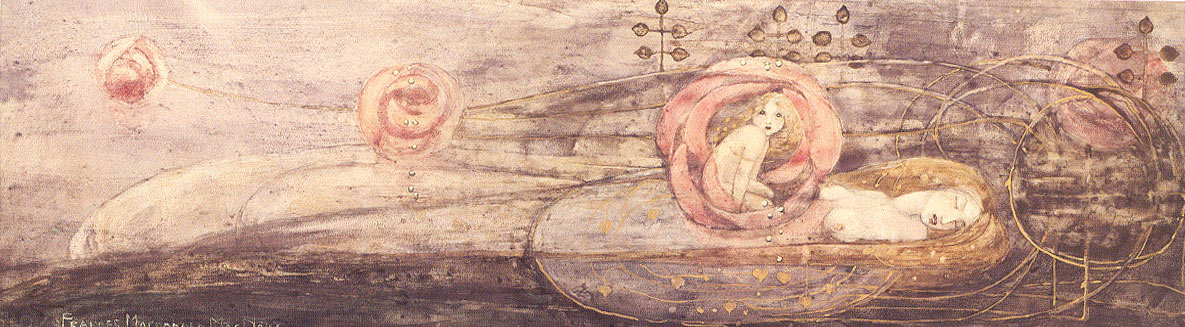
Princesse endormie (Sleeping Princess), 1909.

Le 14 juin 1899, Frances épousa MacNair et le rejoignit à Liverpool, où il enseignait à l'école d'architecture et d'arts appliqués. Le couple produisit des aquarelles et du design d'intérieur, notamment l'aménagement de leur appartement au Oxford Street 54. Ils exposèrent une salle d'écriture pour femme en 1902 à la première exposition internationale d'art décoratif moderne de Turin (Italie). Frances commença alors à enseigner à son tour, et en parallèle commença à créer des bijoux, des émaux et des textiles.
Le couple eut un enfant, Sylvan, né le 18 juin 1900.

### Déclin
Au début des années 1900, le couple exposa à Liverpool, à Londres, à Vienne et à Dresde. La fermeture de l'école d'architecture de Liverpool en 1905 et la faillite de la famille MacNair donnent un coup d'arrêt à sa carrière. Dès 1907, Frances donna régulièrement des cours à la Glasgow School of Art. Le couple retourna à Glasgow en 1909.
Durant les années qui suivirent, Frances peignit une série d'aquarelles symbolistes, sur des thèmes auxquels sont confrontées les femmes, comme le mariage et la maternité. Ses expositions ne rencontrent hélas pas le succès escompté, et elle arrêta de présenter ses œuvres au public à partir de 1912.
En 1913, le couple MacNair part pour le Canada, mais revient en Écosse dès 1914, juste avant le début de la Première Guerre mondiale.
Frances décéda à Glasgow le 12 décembre 1921, à l'âge de 48 ans. Son fils Sylvan émigra à la fin du siècle en Rhodésie.
Les réalisations de Frances sont moins connues que celles de sa sœur, notamment à cause de son départ de Glasgow, mais également parce que son mari détruisit beaucoup de ses œuvres à sa mort. Les œuvres des deux sœurs furent également largement éclipsées par celles de Charles Rennie Mackintosh.
La plupart des œuvres de Frances MacDonald se trouvent aujourd'hui au Hunterian Museum and Art Gallery à Glasgow, et à la Walker Art Gallery de Liverpool.

## Galerie

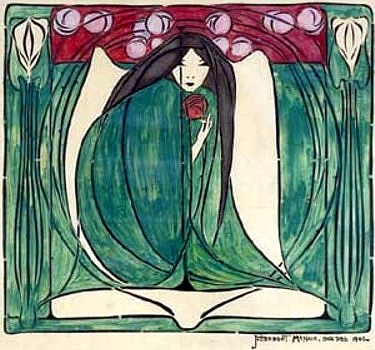
Design floral (1901).
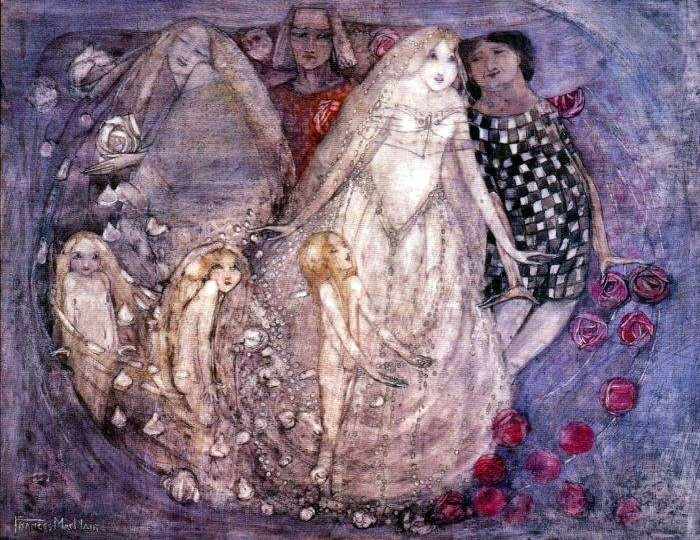
Un paradoxe (1905).
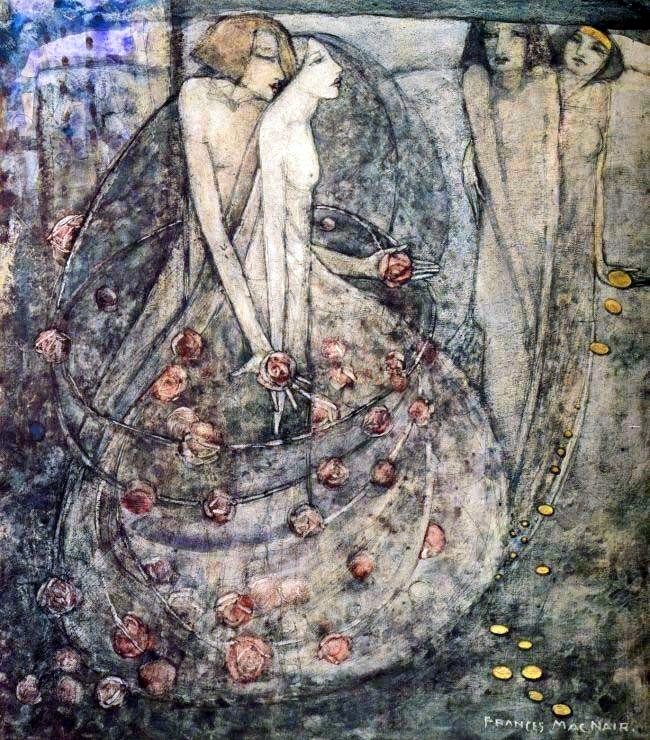
Le Choix.
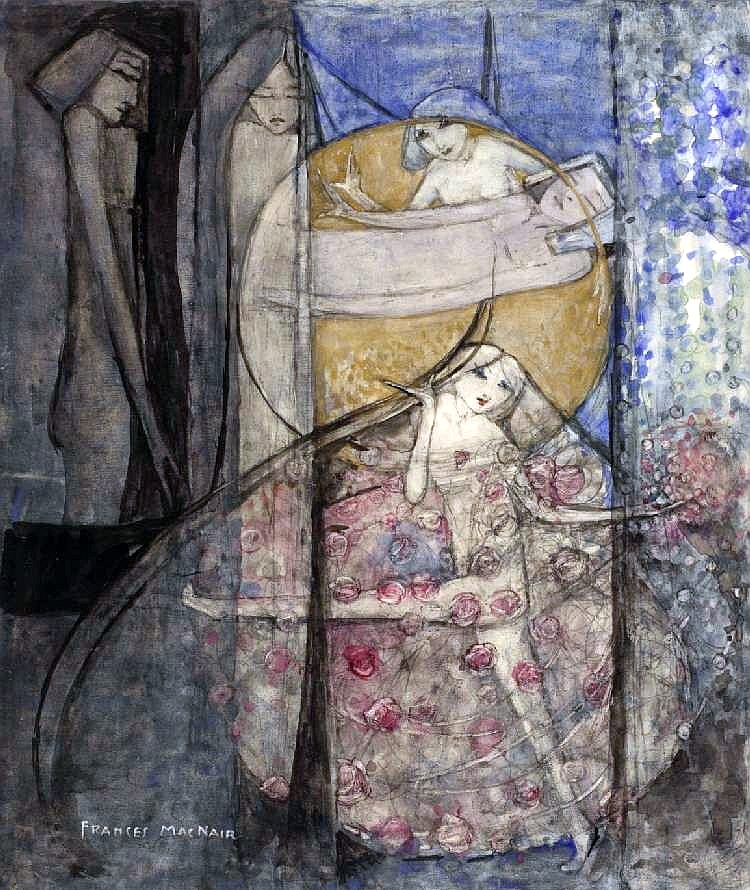
Femme debout derrière le soleil.
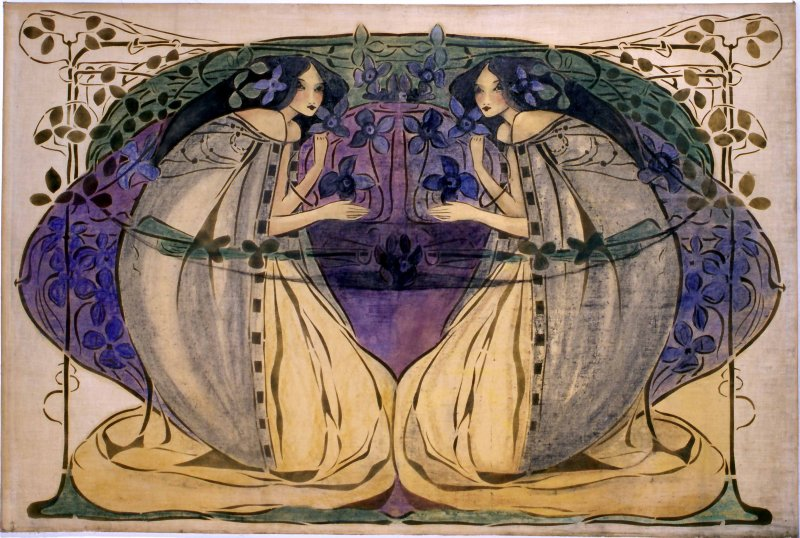
Printemps.
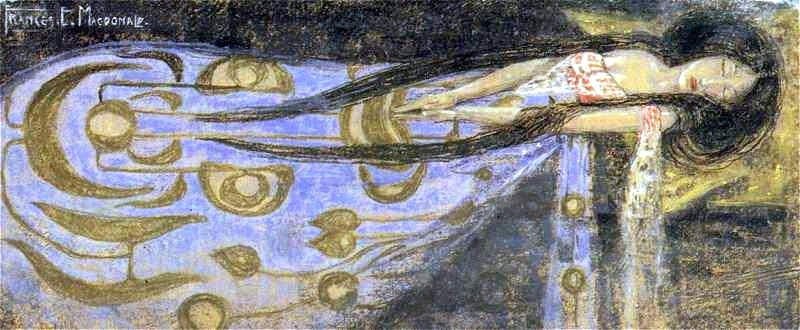
La Princesse endormie (1910).

## Expositions

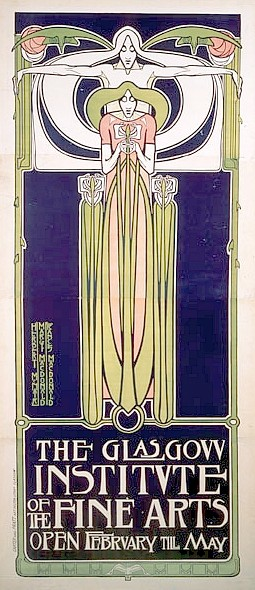
Frances MacDonald, Poster for the Glasgow Institute of the Fine Arts (1895).

- 1894 : participation à l'exposition d'automne du club de la Glasgow School of Art
- 1895 : exposition au Salon de l’Art nouveau à Paris
- 1895 : exposition dans les Queen’s Rooms à Glasgow
- 1896 : exposition à l'Aquarium royal de Londres
- 1896 : participation à l'exposition d'automne de la Walker Art Gallery à Liverpool
- 1896 : exposition à la Société des beaux-arts de Glasgow
- 1896 : exposition au Royal Glasgow Institute of the Fine Arts
- 1896 : participation à la 5e exposition de l'Arts & Crafts Exhibition Society à Londres
- 1897 : participation à l'exposition d'automne du club de la Walker Art Gallery à Liverpool
- 1897 : exposition au Royal Glasgow Institute of the Fine Arts
- 1898 : exposition à la Société royale écossaise de peintres aquarellistes (Royal Scottish Society of Painters in Watercolour)
- 1899 : exposition à la 3e Biennale de Venise
- 1899 : exposition à l'International Society of Sculptors, Painters and Gravers à Londres
- 1900 : participation à la 8e exposition de la Sécession viennoise
- 1900 : participation à l'Educational Exhibition à Liverpool
- 1901 : participation à l'exposition internationale d'art de Dresde
- 1902 : participation à la première exposition internationale d'art décoratif moderne à Turin
- 1902 : participation à l'exposition Architecture and Design of the New Style à Moscou
- 1908 : exposition dans les Sandon Studios à Liverpool
- 1908 : exposition à l'Allied Artists Association à Londres
- 1909 : exposition à l'Allied Artists Association à Londres
- 1911 : exposition dans les Sandon Studios à Liverpool
- 1911 : exposition à la Baillie Gallery à Londres
- 1912 : exposition aux Sandon Studios à Liverpool